# Songs of Love and Hate
Songs from a Room treći je album kanadskog pjevača Leonarda Cohena objavljen 1971.
Uvodna pjesma "Avalanche" jedna je od najpoznatijih Cohenovih skladbi. Nick Cave je snimio cover inačicu ove pjesme 1980-ih. Pjesma "Famous Blue Raincoat" govori o ljubavnom trokutu i također ju je veliki broj pjevača obradio a pjevačica Jennifer Warnes nazvala je svoj album iz 1987. po toj pjesmi, na kojem pjeva obrade Cohenovih pjesama. Producent Bob Johnston dao je puno prostora Cohenu i njegovoj gitari, dok su drugi instrumenti manje naglašeni. Album nije postigao poseban uspjeh u SAD-u, ali je bio popularan u Europi. 

## Popis pjesama
Sve pjesme je napisao Leonard Cohen.
1. "Avalanche" - 5:00
2. "Last Year's Man" - 5:58
3. "Dress Rehearsal Rag" - 6:05
4. "Diamonds in the Mine" - 3:50
5. "Love Calls You by Your Name" - 5:38
6. "Famous Blue Raincoat" - 5:09
7. "Sing Another Song, Boys" - 6:11
8. "Joan of Arc" - 6:24

## Mjesto na ljestvicama
- Billboard 200, USA: #145[1]
- UK Albums Chart, Ujedinjeno Kraljevstvo: #4[2]
- Australija: #8[3]
- VG-ljestvica, Norveška: #11[4]